# Western Girls
Western Girls è un cortometraggio muto del 1912 scritto, prodotto, interpretato e diretto da Gilbert M. 'Broncho Billy' Anderson.
Non va confuso con Broncho Billy and the Western Girls, film che Anderson girò l'anno dopo per la sua serie che aveva come protagonista il suo personaggio di Broncho Billy.

## Produzione
Il film fu prodotto dalla Essanay Film Manufacturing Company. Venne girato a Niles. Gilbert M. 'Broncho Billy' Anderson, fondatore della casa di produzione Essanay (che aveva la sua sede a Chicago), aveva individuato nella cittadina californiana di Niles il luogo ideale per trasferirvi una sede distaccata della casa madre. Niles diventò, così, il set dei numerosi western prodotti da Anderson.

## Distribuzione
Distribuito dalla General Film Company, il film - un cortometraggio in una bobina - uscì nelle sale cinematografiche USA il 3 dicembre 1912.